# Lateransynode (769)
Die Lateransynode von 769 (auch ‚römisches Konzil von 769‘) fand am 12. bis 14. April 769 unter dem Vorsitz von Papst Stephan III. im Lateranpalast statt. Karl der Große und sein Bruder König Karlmann hatten zwölf Bischöfe dorthin entsandt; insgesamt nahmen 49 Bischöfe überwiegend aus Italien teil. Es formulierte neue Regelungen zur Papstwahl (Beschränkung des passiven Wahlrechts auf den stadtrömischen Klerus, namentlich auf Kardinaldiakone und -presbyter, Ausschluss der Laien von der Wahl), widerrief Erlasse des Gegenpapstes Konstantin II. und verdammte den Ikonoklasmus. Die Beschlüsse sind nur fragmentarisch überliefert, am vollständigsten in der Collectio canonum des Deusdedit.
Zu den durch Karl den Großen entsandten Teilnehmern gehörte auch Bischof Ermbert von Worms. Zu den durch König Karlmann entsandten Teilnehmern gehörte auch Bischof (als episcopus benannt) Berowelf von Würzburg.

## Edition
- Concilium Romanum a. 769, ed. A. Werminghoff (MGH Conc. 2/1, 74–92). Digitalisat.